# Sinan Erdem Spor Salonu
El Sinan Erdem Spor Salonu, conegut originalment com a Ataköy Spor Salonu és un pavelló esportiu localitat a la part europea d'Istanbul, Turquia.
Té una capacitat de 22.500 persones pels concerts i de 16.000 persones pels partits de bàsquet, la qual cosa el converteix en el més gran de Turquia i en el tercer més gran d'Europa. S'anomena així en honor de Sinan Erdem (1927-2003).
Va acollir la fase final del Campionat del Món de bàsquet 2010.
Va acollir la fase final de l'Eurolliga Final Four 2012